# Wywiad etnograficzny

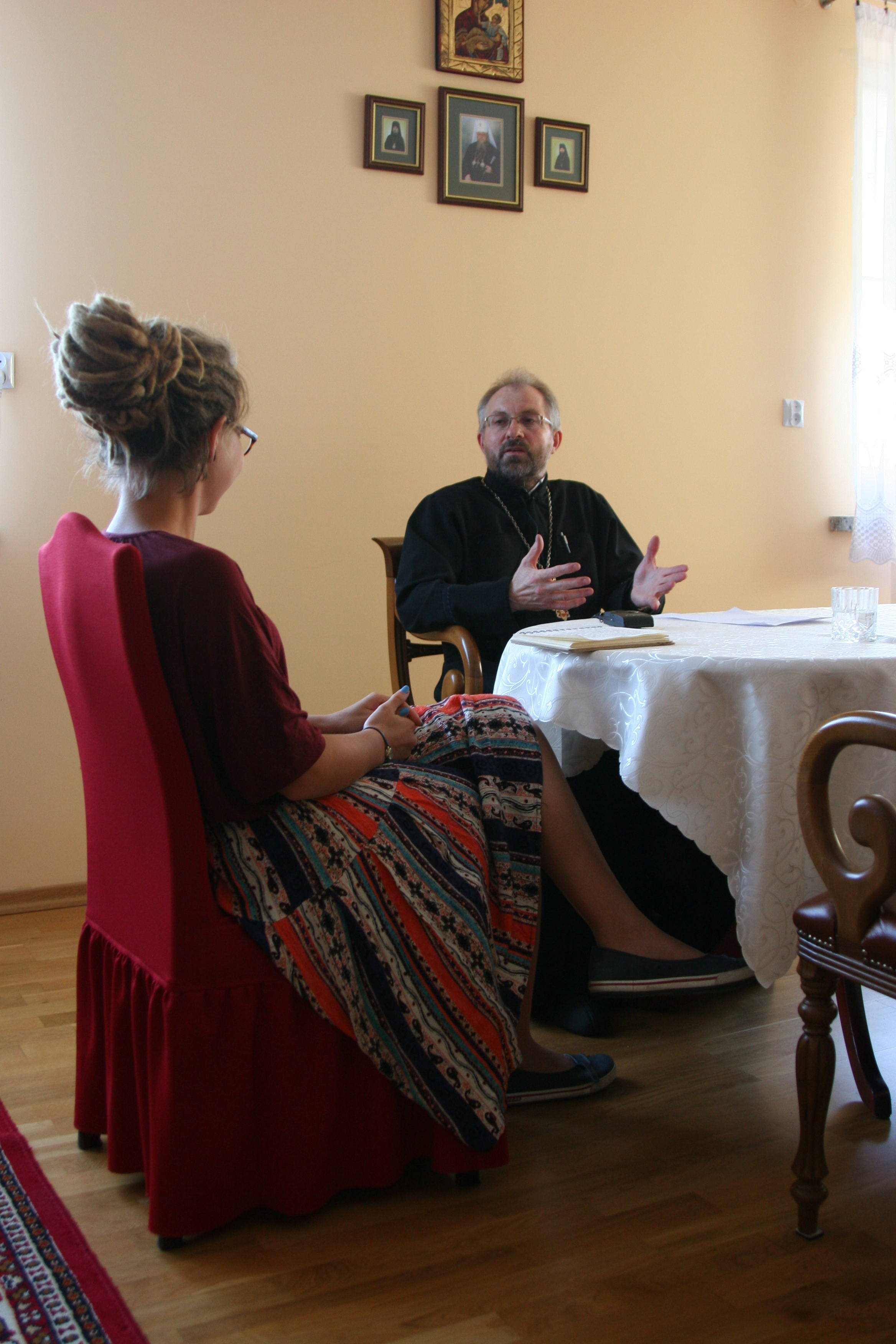
Wywiad Państwowego Muzeum Etnograficznego w Warszawie z proboszczem cerkwi Zaśnięcia NMP w Dubinach

Wywiad etnograficzny (w antropologii) – jedna z podstawowych metod badawczych w antropologii kulturowej stosowana do uzyskania potrzebnych informacji w ramach prowadzonych badań.
W antropologii kulturowej wywiad etnograficzny przybiera formę luźnej rozmowy przebiegającej, mającej na celu uzyskanie konkretnych informacji, których potrzebuje badacz. Współcześnie wywiady etnograficzne na ogół są nagrywane na dyktafon, a potem transkrybowane, co znacznie ułatwia późniejszą analizę oraz interpretację wywiadu. Niekiedy badacze nagrywają wywiady przy pomocy kamery wideo (np. w przypadku wywiadów biograficznych i narracyjnych).

## Ogólne cechy wywiadu etnograficznego
Wywiad etnograficzny jest formą rozmowy, dzięki której badacz jest w stanie uzyskać potrzebne mu informacje. Badany, czyli insider, posiada wiedzę, dzięki której badacz może realizować swoje badania. W wywiadzie etnograficznym prowadzący rozmowę często przygotowuje listę pytań, na które odpowiada rozmówca. Badacz ukierunkowuje rozmowę poprzez zadawanie pytań.

## Czynniki mające wpływ na wywiad

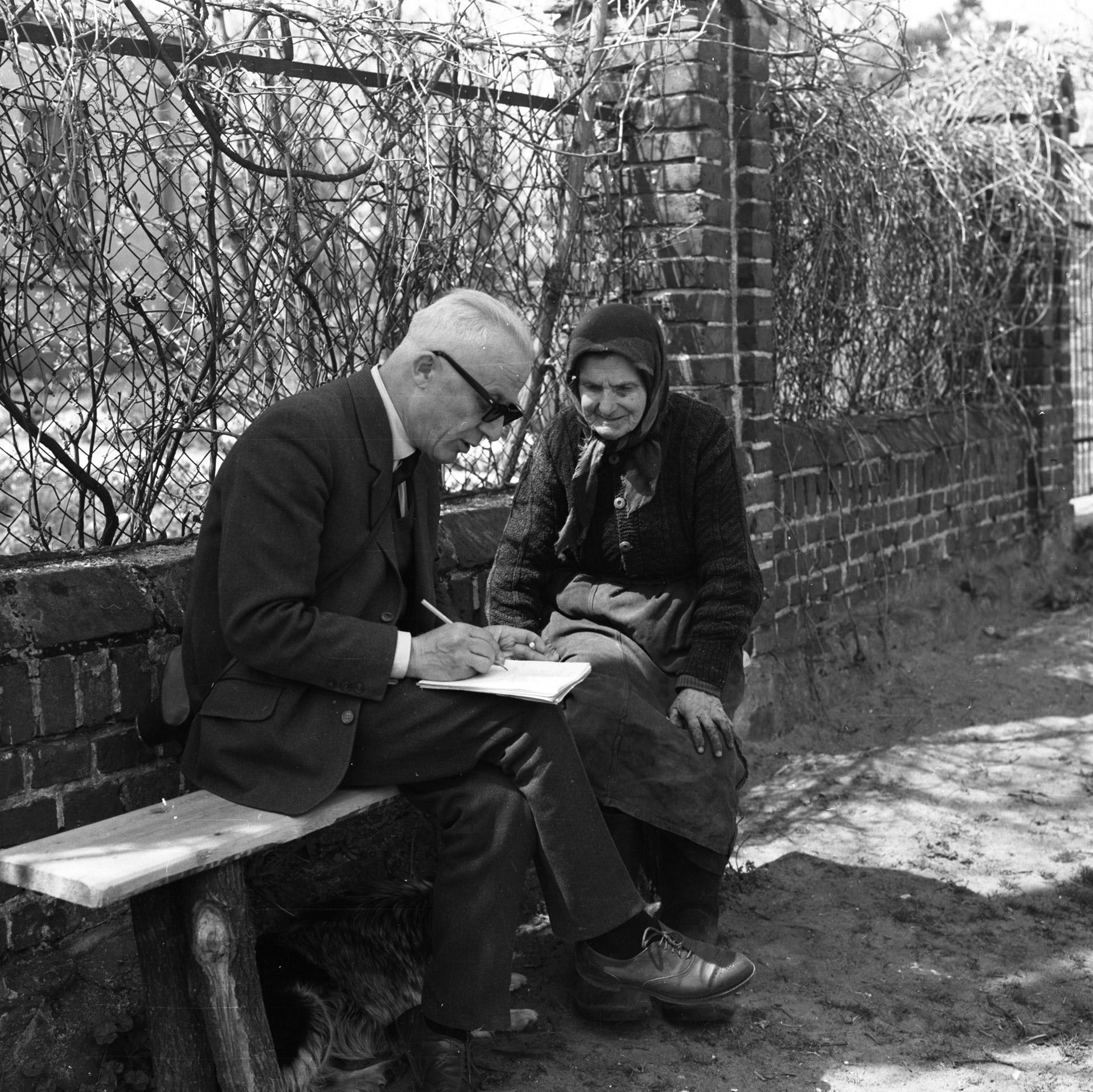
Doc. Józef Burszta podczas wywiadu z informatorką, Krzymów, lata 60.

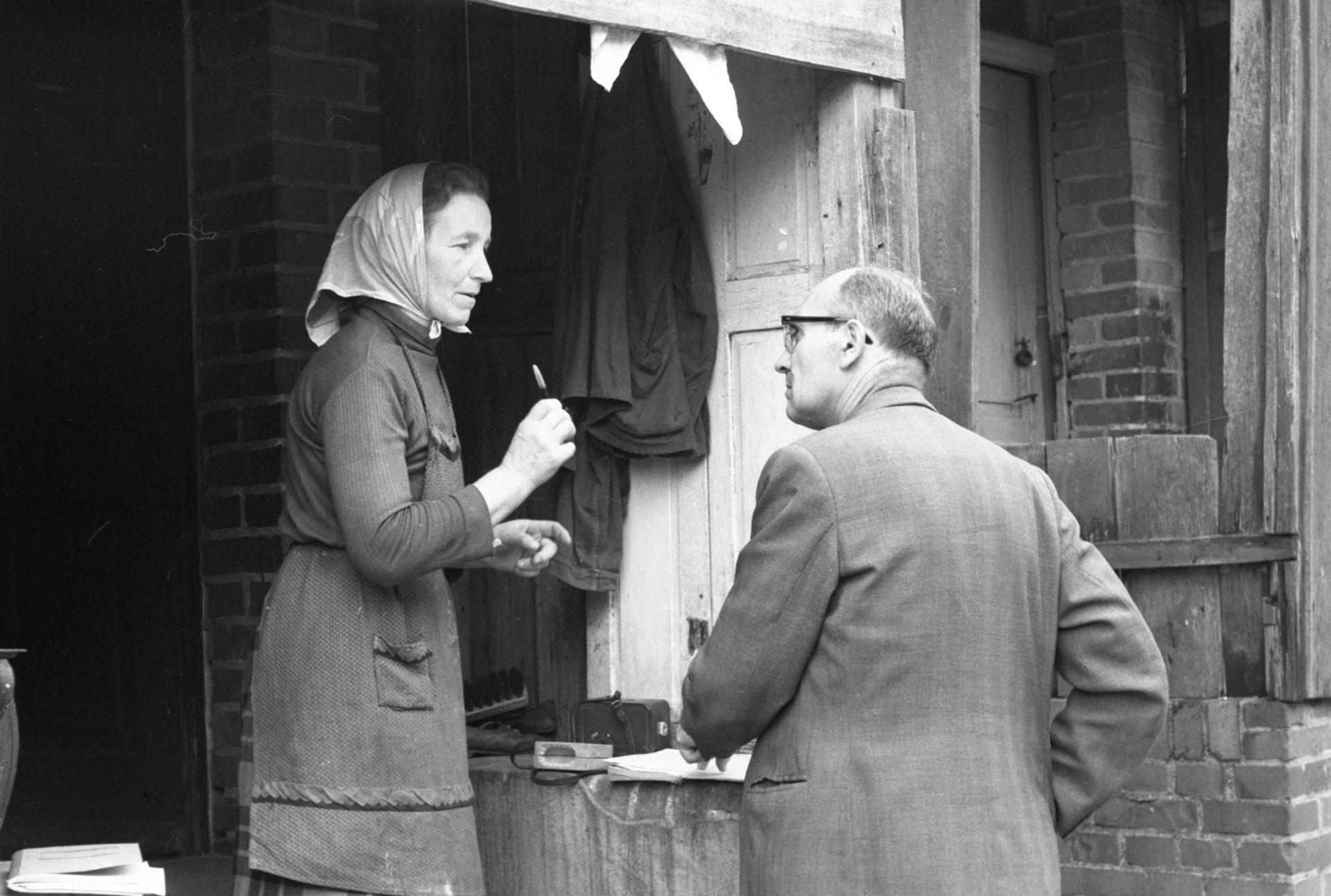
Dr Stanisław Błaszczyk (Uniwersytet Adama Mickiewicza) przeprowadza wywiad, 1968

Badacz przeprowadzający wywiad nie tylko musi być skupiony na tym, aby uważnie słuchać informatora, ale także powinien zwrócić uwagę na tzw. sytuacje badawczą, czyli wszystko to, co dzieje się dookoła. Na sytuację badawczą składają się nie tylko czynniki opisane poniżej, ale również np. strój informatora czy jego zachowanie (mimika twarz i gestykulacja).
- Czas – np. w środowisku wiejskim badacz musi brać pod uwagę, w jakim czasie przeprowadza wywiad (np. okres żniw, święta Bożego Narodzenia). Potrzebna jest wiedza badacza odnosząca się do stylu życia ludzi, z którymi wywiad będzie przeprowadzany.
- Miejsce – wywiad najczęściej jest przeprowadzany w miejscu zamieszkania bądź w miejscu neutralnym, jak np. park, czy miejsce pracy. Należy wybierać takie miejsce, które nie może powodować u rozmówcy blokady utrudniającej pozyskiwanie informacji. Miejsce czasami ogranicza nam możliwość używania narzędzi, np. dyktafonu w miejscach głośnych.
- Osoby trzecie – często zdarza się, że wpływ osób trzecich jest szkodliwy, gdy wtrącając się odpowiadają za badanego lub sugerują mu odpowiedzi. Jednakże mogą mieć one również wpływ korzystny, np. gdy wypowiedzą się na temat pewnej, czasami celowo przemilczanej przez indagowanego sprawy.
- Język wywiadu – ważne, aby podczas wywiadu nie przesadzać z „językiem naukowym”. Nie należy trzymać się kurczowo języka, którym sami posługujemy się w naszym naturalnym środowisku, ale skupić na tym, aby to informator czuł się komfortowo rozumiejąc co do niego mówimy i mogąc wypowiadać się w sposób, który mu najbardziej odpowiada. Dobrze gdy wywiad przebiega w języku potocznym lub takim, którym na co dzień posługuje się nasz rozmówca. Oczywiście wszystko to zależy od informatora i tę kwestię za każdym razem trzeba rozpatrywać indywidualnie.
- Płeć – jest czynnikiem, który może nam utrudnić pozyskiwanie informacji od rozmówcy – nie zawsze kobieta będzie chciała rozmawiać na pewne tematy z mężczyzną i vice versa.

### Charakterystyczne cechy wywiadu
- Kontakt: jest to relacja oparta na szacunku i porozumieniu pomiędzy badaczem a rozmówcą[2].
- Czas: długość i częstotliwość kontaktu/relacji badacz-rozmówca[2].

## Czego należy unikać w trakcie wywiadu
Osoba przeprowadzająca wywiad powinna unikać następujących sytuacji podczas rozmowy z informatorem:
- Zadawania pytań sugerujących – aby badany odpowiadał według własnych doświadczeń oraz aby nie chciał podawać odpowiedzi, która będzie satysfakcjonująca dla badacza[3].
- Ignorowania tropów, które podsuwa ankietowany, wprowadzając nowe wątki, które wydają się mieć dla niego znaczenie – ponieważ dzięki temu badacz może wyłapać istotne informację, mające jakiś wpływ na jego badania[3].
- Zmieniania tematu lub przerywania wypowiedzi rozmówcy – może to go w pewien sposób zablokować bądź zniechęcić do dłuższych wypowiedzi i wtedy nasz wywiad stanie się bardziej formą przesłuchania niż luźną rozmową, a badacz może być zmuszony do zadawania dodatkowych, bardziej precyzyjnych pytań[3].
- Ignorowania wskazówek płynących z niewerbalnych zachowań rozmówcy (np. oznak zniecierpliwienia bądź gniewu) – w takich sytuacjach dobrze wspomóc się pytaniami, które pobudzą informatora do obszerniejszej wypowiedzi i zniwelują nieodpowiednie emocje, które mogą mieć negatywny wpływ na wywiad, lub pozytywny (dowiemy się dlaczego informator zmienia zachowanie pod wpływem danego tematu i to może mieć istotny wpływ na nasze badanie)[3].
- Używania podpowiedzi werbalnych (np. potakiwania), które sugerowałoby oczekiwane odpowiedzi informatora. Może to nam zafałszować wynik badania, ponieważ badany będzie chciał odpowiedzieć w sposób zadowalający badacza, a nie według swoich poglądów[3].

## Rodzaje wywiadu

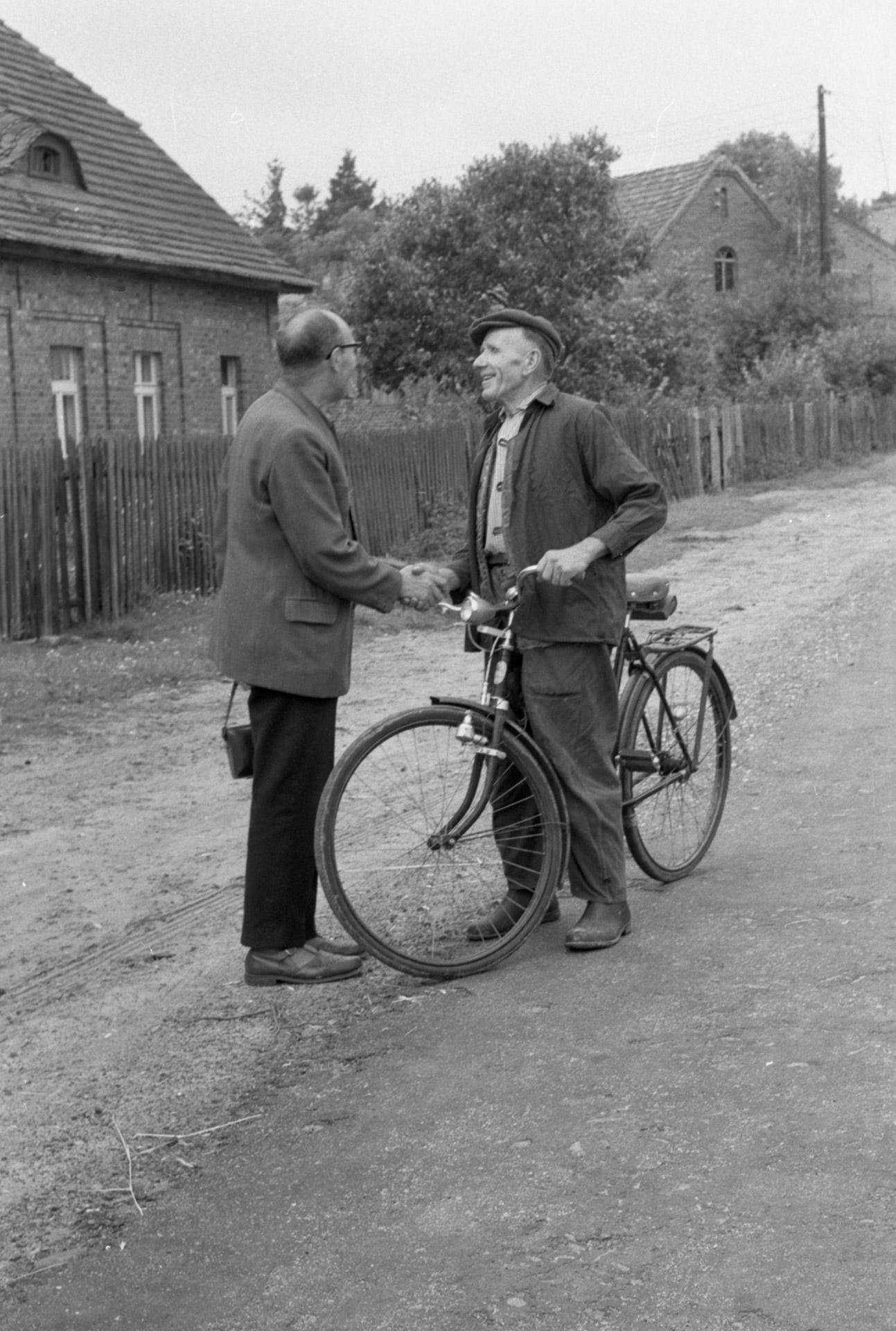
Dr Stanisław Błaszczyk przeprowadza wywiad terenowy, Ołobok, 1968

W zależności od tego, jaki typ badań prowadzimy i jakich informację chcemy uzyskać od informatorów dobieramy odpowiedni typ wywiadu.
1. Wywiad grupowy (z ang. focus group interview) polega na prowadzeniu wywiadu-dyskusji w grupie co najmniej trzyosobowej, a uczestnicy dyskusji wypowiadają się na temat podany przez badacza. Gdy aktywność uczestników dyskusji nie jest równomierna, badacz może zachęcać do wypowiedzi osoby, które są najmniej aktywne. Wywiady standardowo nagrywane są na dyktafon, jednak wywiady grupowe lepiej nagrywać w formie wideo, ponieważ analizując nagranie badacz może obserwować dokładniej reakcje uczestników dyskusji. W wywiadach grupowych możliwe jest, że w grupie będą znajdować się osoby dominujące się, za którymi będzie podążać reszta uczestników dyskusji i wtedy wyniki badania mogą być zafałszowane. Na ogół jednak w wywiadach grupowych dzięki wypowiedziom wielu uczestników uzyskujemy więcej informacji. Poznajemy poglądy różnych ludzi oraz ich sposób postrzegania świata[4].
2. Wywiad w stylu miękkim - badacz dopuszcza ukierunkowanie rozmowy badanemu i pozwala mu odbiegać od tematu. Nie kieruje wypowiedzi badanego na temat, który był pierwotnym celem, tylko pozwala mu wypowiadać się o wybranych przez siebie problemach. Jest to pewna forma opowiadania, w której badacz co jakiś czas zadaje pytania, mające zachęcić rozmówcę do udzielenia dodatkowych informacji oraz potakuję bądź wplata komentarze, w celu zachęcenia rozmówcy do dalszej wypowiedzi.
3. Wywiad w stylu sztywnym – jest przeciwieństwem wywiadu w stylu miękkim. Badacz powraca do tematu, przerywa gdy badany zbytnio odbiega od tematu wywiadu i naprowadza go na pierwotny tok rozmowy. Informator nie może sobie pozwolić zbytnio na „opowiadanie anegdot” czy dłuższe wypowiedzi na inny temat, niż interesujący badacza. Ten zaś zadając konkretne pytania, pragnie uzyskać konkretne wypowiedzi i tylko ewentualnie wyłapuje wątki poboczne, które mogą mieć istotny wpływ w prowadzonych przez niego badaniach.
4. Wywiad narracyjny – w tego typu wywiadzie badany opowiada swoją historię na dany temat, a badacz odgrywa tutaj role słuchacza, nie powinien przerywać badanemu czy naprowadzać go na jakiś właściwy według siebie tor opowieści. Tematem wywiadu narracyjnego są głównie historie życia, takie jak np. historie karier zawodowych, historie tradycji rodzinnych itp. Całość wywiadu jest nagrywana na dyktafon, a następnie transkrybowana przez badacza. W trakcie transkrypcji badacz zaznacza w tekście przy pomocy różnych symboli (kodów) długość przerw pojawiających się w trakcie opowiadania (np. milczenie, nagła przerwa) oraz innych sygnałów (np. śmiech, westchnienie). Jest to pomocne w analizie wywiadu, dzięki której badacz może zinterpretować uzyskany materiał[5].
5. Wywiad swobodny – czasami nazywany pogłębionym wywiadem etnograficznym. Badacz przed wywiadem przygotowuje sobie listę informacji, które pragnie uzyskać, ponieważ są one mu potrzebne do prowadzonych przez niego badań. Ten typ wywiadu najbardziej przypomina swobodną rozmowę i bywa, że jest przeprowadzany w języku potocznym (to jednak zależy od decyzji badacza). Najważniejsze jest, aby badany nas rozumiał i nie czuł się skrepowany swoim brakiem umiejętności wypowiadania się językiem badacza (np. naukowym). Pytania oraz język dostosowujemy do typu rozmówcy. Wywiad taki najlepiej przeprowadzać w miejscu, które jest bliskie badanego i w którym się czuje swobodnie. Dla wielu badaczy ten rodzaj wywiadu jest prowadzony na etapie rozpoznawczym[6].
6. Wywiad biograficzny – jest podobny do wywiadu narracyjnego. Rozmówca ujawnia przed badanym biograficzne wątki ze swojego życia – niekoniecznie muszą dotyczyć jego całości lecz wybranych fragmentów, jak np. jego doświadczenia wojenne. Wszystko zależy od tematu badań i informacji jakie chcemy uzyskać.
7. Wywiad genealogiczny – był dla antropologów wzorcową formą wywiadu, ponieważ pokrewieństwo (więzy łączące członków rodziny i współmałżonków) stanowiła często główny sposób organizacji społeczeństw „przed nowoczesnych”. W dzisiejszych czasach również jest stosowana, mimo że organizujące znaczenie więzów pokrewieństwa uległo osłabieniu. Metoda genealogiczna przeobraziła się w analizę sieciową, która bada powiązania między ludźmi w szerszym aspekcie, np. związki między członkami rozproszonej geograficznie „diaspory” hinduskiej[7].

### Klasyfikacja wywiadów według Jana Lutyńskiego
Jan Lutyński - (ur. 19 października 1921 r. w Płocku, zm. 16 kwietnia 1988 r. w Łodzi) był socjologiem, politologiem i profesorem na Uniwersytecie Łódzkim. Do polskiej literatury metodologicznej wprowadził umieszczona poniżej typologię wywiadów.
1. W wywiadzie swobodnym mało ukierunkowanym badacz posiada ogólną listę zagadnień, na których temat chce się więcej dowiedzieć – badacz dostosowuje się do informatora zadając mu pytania na które będzie mógł odpowiedzieć w sposób obszerny. Wywiad swobodny mało ukierunkowany jest troszkę podobny do wywiadu narracyjnego – badany opowiada swoją historię jednak nie w sposób opowieści, tylko odpowiadając na konkretne zagadnienia, które podaje badacz[6].
2. Wywiad swobodny ukierunkowany – badacz posiada listę informacji, których potrzebuje i ma bardzo dużą swobodę w formułowaniu pytań, które odnoszą się często do szczegółów. Może mieć oczywiście przygotowane pytania, jednak nie musi z nich korzystać. W tym wypadku badacz musi się dostosować treść pytań do możliwości językowych informatora. Nie może być tak, że rozmówca nie będzie rozumiał pytań, bo poczuje się niekomfortowo w tej sytuacji i  może to mieć zły wpływ na wyniki naszych badań[6].
3. Wywiad swobodny ze standaryzowaną listą poszukiwanych informacji – ten typ wywiadu jest najbardziej zbliżony do wywiadu etnograficznego. Badacz posiada listę poszukiwanych informacji, którą mógł sporządzić dzięki wcześniejszym obserwacjom. Pytania są szczegółowe, dostosowane do rozmówcy i mogą być otwarte bądź zamknięte. Pytania są tworzone w taki sposób, aby badacz mógł szczegółowo dowiedzieć się wszystkiego na temat swojego problemu badawczego[6].

## Wywiad a rozmowa
Wywiad etnograficzny powinien być zbliżony do rozmowy, podobnej do prowadzonej podczas spotkania towarzyskiego. W wywiadzie muszą brać udział co najmniej dwie osoby. Prowadząc wywiad, badacz w pewien sposób zostaje wpisany w życie swojego rozmówcy, staje się podatny na jego emocje. Z tego powodu badacz musi przejawiać neutralne nastawienie do rozmówcy i nie kierować się osobistymi odczuciami oraz opiniami nt. jego wypowiedzi. W wywiadzie przewagę ma badacz, bo to on jest prowadzącym rozmowę i to od niego w większej mierze zależy, na jaki temat zacznie się wypowiadać badany. Natomiast rozmowa jest to spotkanie dwóch osób przebiegające zupełnie spontanicznie. Nikt tutaj nie odgrywa roli badacza ani badanego. Osoby prowadzące rozmowę są na tym samym poziomie i mimo że uzyskują od siebie jakieś informacje, nie jest to aż tak bardzo widoczne, jak w wywiadzie. Wywiad często ma dość formalny charakter, a w rozmowie jej uczestnicy mogą odbiegać od tematu i zmieniać w każdej chwili wątek, nie zważając na to, że ktoś może skierować ich rozmowę na pierwotny tor.